# Edward John Trelawnay (bande dessinée)
Pour le personnage réel, voir Edward John Trelawny.
Ne doit pas être confondu avec Trelawney.
Edward John Trelawnay est une série de bande dessinée en trois volumes de Dieter (scénario) et Éric Hérenguel (dessin). Publiée entre 1997 et 1999 par Delcourt, elle s'inspire de la vie du corsaire Edward John Trelawnay et de ses Mémoires d'un gentilhomme corsaire.

## Publications
- Edward John Trelawnay, Delcourt, coll. « Terres de Légendes » :

1. Le Voyage du Starkos, 1997.
2. Princesse Zéla, 1998[2],[3].
3. L'Ultime Combat, 1999.